# Ставропольское высшее военно-авиационное училище лётчиков и штурманов

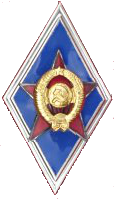
Нагрудный знак,
ВС СССР,
за окончание военно-учебного заведения — высших военных училищ и военных институтов.

Юбилейный знак СВВАУЛШ

Ставропольское высшее военное авиационное училище лётчиков и штурманов ПВО — авиационное училище, располагавшееся в городе Ставрополе, осуществлявшее подготовку лётного состава (лётчиков, штурманов и штурманов боевого управления) для авиационных частей ПВО и ВВС.

## История
Создано 15 сентября 1969 года на основании приказов Министра Обороны СССР № 0022 и  № 080 от 1969 года и директивы Генерального Штаба Вооруженных Сил СССР № орг/8/87704 от 18 июля 1969 года на базе располагавшегося в Ставрополе филиала Армавирского высшего военного авиационного училища лётчиков ПВО.. 
Численность переменного состава 1580 курсантов (1100 лётчиков и 480 штурманов). В 1969-1970 годах численность 1030 курсантов.
Ставропольское высшее военное авиационное училище лётчиков и штурманов ПВО подчинить Командующему авиацией ПВО страны.
(Директива Главного Штаба Войск ПВО страны № ОМУ/1/529658 от 12 августа 1969 года. Дело № 7 за 1969 год. Стр. 3.).
Первый начальник училища — заслуженный военный лётчик СССР полковник (впоследствии — генерал-майор авиации) Николай Герасимович Голодников.
1 ноября 1969 года было закончено формирование училища и укомплектованы авиационные части.
В состав Ставропольского ВВАУЛШ переданы из Армавирского ВВАУЛ следующие подразделения:
- 218 учебный истребительный авиационный полк (аэродром Сальск) в/ч 41578;
- 700 учебный истребительный авиационный полк (аэродрома Тихорецк) в/ч 28153:
- 382 учебный авиационный полк (аэродром Ханкала) в/ч 22467;
- 762 учебный авиационный полк (аэродром Сокол) в/ч 31531;
- 163 отдельная учебная авиационная эскадрилья (аэродром Ставрополь);
- 249 отдельный батальон аэродромно-технического обеспечения в/ч 41494;
- 232 отдельный батальон аэродромно-технического обеспечения в/ч 28159;
- 95 отдельный батальон аэродромно-технического обеспечения в/ч 40460;
- 203 отдельный батальон аэродромно-технического обеспечения;
- 138 отдельный батальон аэродромно-технического обеспечения с переформировани-ем в 2205 авиационно-техническую базу в/ч 27927;
- 1087 отдельный дивизион связи, радионавигации и посадки самолетов в/ч 41740;
- 942 отдельный дивизион связи, радионавигации и посадки самолетов в/ч 25894;
- 1203 отдельный дивизион связи, радионавигации и посадки самолетов в/ч 55717;
- 1284 отдельный дивизион связи, радионавигации и посадки самолетов в/ч 65268;
- 61 отдельный дивизион связи, радионавигации и посадки самолетов в/ч 27928;
- 166 авиационный гарнизонный полигон;
- 22 автомобильная кислородно-добывающая станция.

Кроме принятых частей училищем были сформированы:
- 320 лаборатория авиационной медицины по штату № 27/466-Б.
- Отдельное стрелковое отделение охраны КГБ по штату № 50/988-Г.
- Пожарный надзор по штату № 50/201.
- Команда сторожевой охраны по штату № 23/405-Д.

Дополнительно в состав Ставропольского ВВАУЛШ ПВО передана из Армавирского ВВАУЛ – 25 отдельная инженерно-аэродромная рота  (в/ч 06539) по штату 44/702 с дислокацией на аэродроме Холодногорск  (Ставрополь).
8 апреля 1970 года командующим авиацией ПВО Дважды Героем Советского Союза генерал-полковником авиации Андреем Егоровичем Боровых от имени Президиума Верховного Совета СССР училищу было вручено Боевое Знамя.
24 июля 1970 года училищу приказом Министра обороны установлен годовой праздник училища — 6 ноября. В 1970 году состоялся первый выпуск штурманов, а в 1972 — первый выпуск лётчиков.
В 1975 году училище первым в стране приступило к обучению лётного состава полётам на новейшем типе учебно-боевого истребителя L-39 Albatros. Параллельно продолжалось обучение на самолетах L-29.
В 1979 году вышел в свет первый исторический очерк об училище, посвященный его 10-летию.
10 июля 1981 года училищу присвоено имя маршала авиации Владимира Александровича Судца;
В 1990 году был издан второй очерк истории училища «На службе Отечеству», посвященный его 20-летнему юбилею.
В 1993 году Ставропольское ВВАУЛШ расформировано и на его базе сформировано Ставропольское высшее авиационное инженерное училище ПВО. 
В состав Ставропольского ВАИУ ПВО вошли Даугавпилсское высшее военное авиационное инженерное училище со всеми специальностями, курсанты — штурманы боевого управления (в качестве 5-го факультета) и часть военнослужащих и гражданского персонала Ставропольского ВВАУЛШ. 
В 1994 году прибыли доучиваться курсанты расформированного Ломоносовского военного авиационно-технического училища. 
В 1998 году 5-й факультет штурманов боевого управления был расформирован, курсанты отправлены доучиваться в Ейск в филиал Краснодарского высшего военного авиационного училища имени А.К.Серова, а Ставропольское училище полностью перешло на подготовку офицеров для инженерно-авиационной службы, осуществляя обучение по инженерному (5 лет обучения) и техническому (3 года обучения) профилям. .
В 1998 году училище переформировано в филиал Военного авиационного технического университета (г. Ставрополь).
В 1999 году прибыли доучиваться курсанты расформированного Пермского военного авиационно-технического училища.
С 31 декабря 2004 года училище вновь получило самостоятельный статус и наименование: Ставропольское высшее военное авиационное инженерное училище (военный институт) имени маршала авиации В.А.Судца.
В 2008 году по инициативе группы авторов была выпущена книга — исторический очерк под названием «Ставропольское авиационное: Годы. События. Люди», посвященный 40-летию СВВАУЛШ и 60-летию ДВВАИУ.
В 2008—2009 году к 40-летию СВВАУЛШ был снят документальный фильм «Совместный маршрут» (1 час 40 мин), основанный на видеоинтервью с людьми, принимавшими непосредственное участие в организации училища и совершенствовании учебного процесса в последующие годы. В фильме были использованы кадры кино- и видеозаписей разных лет.
В 2009 году курсанты были отправлены доучиваться в Воронежв Военно-воздушную академию им. профессора Н.Е.Жуковского и  Ю.А.Гагарина.
Директива МО РФ от 1 июля 2010 года прекратила существование Ставропольского высшего военного авиационного инженерного училища имени маршала авиации В.А.Судца. C 2011 года на его территории размещён Президентский кадетский корпус СКФО.

## Космонавты выпускники СВВАУЛШ
В 2010 году состоялся третий полет выпускника СВВАУЛШ в космос. Первые два полета были совершены выпускником 1973 года Токаревым Валерием Ивановичем (1999 и 2005—2006 гг.). Выпускник 1987 года, Александр Скворцов, стартовал 2 апреля 2010 года в качестве командира корабля «Союз ТМА-18», бортинженера 23-й и командира 24-й основных экспедиций МКС.

## Начальники
- 1969—1978 — генерал-майор авиации Голодников Николай Герасимович
- 1978—1985 — генерал-майор авиации Пономаренко, Анатолий Степанович
- 1985—1993 — генерал-майор авиации Аверин, Борис Арсеньевич
- 1993—1997 — генерал-майор авиации Бобылев, Валерий Николаевич
- 1997—2003 — генерал-майор Савеленко, Вячеслав Михайлович
- 2003—2010 — генерал-майор Медяный, Дмитрий Николаевич

## Аэродромы, использовавшиеся училищем
- Светлоград
- Холодногорский
- Ставрополь (Шпаковское)
- Мариновка
- Грозный (Ханкала)
- Тихорецк
- Сальск (Зимовники)
- Слепцовская
- Кореновск

## Известные выпускники
- Аксенов, Виктор Дмитриевич — генерал-лейтенант, заместитель главнокомандующего ВВС по истребительной авиации
- Антипов, Юрий Дмитриевич — генерал-лейтенант, начальник ВВС и ПВО ВМФ
- Анохин, Виктор Ильич           — генерал-лейтенант, начальник авиации и войск ПВО региональных войск — заместитель командующего региональными войсками по авиации и войскам ПВО
- Балаян, Олег Рубэнович           — генерал-лейтенант, начальник Военной академии воздушно-космической обороны
- Белоконь, Владимир Эдуардович — награждён орденом Мужества (посмертно)
- Бухтаревич Георгий Анатольевич —  награжден двумя орденами Красного Знамени, орденом "За службу Родине в Вооружённых силах СССР" за Афганскую войну,  представлялся к званию "Герой Советского Союза"
- Васильев, Сергей Алексеевич — лётчик пилотажной группы «Стрижи»
- Головатенко, Илья Николаевич — заслуженный военный штурман Российской Федерации
- Данилов, Николай Иванович — заслуженный военный лётчик Российской Федерации
- Истомин, Александр Леонидович — заслуженный военный лётчик Российской Федерации
- Карагодин Александр Васильевич — лейтенант милиции. Указом Президента РФ от 15 июня 1995 года № 598 награждён Орденом Мужества (посмертно)[3].
- Киричков Николай Васильевич - Начальник Конструкторского отдела Лаборатории Ядерных Проблем   Объединённого Института Ядерных Исследований (г.Дубна)
- Козаченко, Александр Николаевич — лётчик-рекордсмен на самолёте МиГ-31, заслуженный военный лётчик Российской Федерации
- Копылов, Александр Дмитриевич — генерал-лейтенант, начальник оперативного управления Главного штаба ВВС
- Коробов Игорь Валентинович — начальник Главного управления Генерального штаба Вооружённых Сил Российской Федерации — заместитель начальника Генерального штаба Вооружённых Сил Российской Федерации, генерал-полковник, Герой Российской Федерации
- Нургалиев, Владимир Вильевич — Герой Российской Федерации (посмертно).
- Осташко, Виктор Николаевич  — генерал-лейтенант, начальник штаба -—первый заместитель командующего 6-й армией ВВС и ПВО
- Свиридов, Владимир Георгиевич — заслуженный военный лётчик Российской Федерации
- Скворцов Александр Александрович — лётчик-космонавт Российской Федерации, Герой Российской Федерации
- Стефанов, Максим Анатольевич — заслуженный лётчик-испытатель Российской Федерации, Герой Российской Федерации
- Токарев Валерий Иванович — лётчик-космонавт Российской Федерации, Герой Российской Федерации
- Торопчин Анатолий Яковлевич — главнокомандующий Войсками ПВО (затем — Воздушными Силами) Украины
- Торохов, Михаил Васильевич — заслуженный лётчик-испытатель
- Шпак, Игорь Викторович — лётчик пилотажной группы «Русские витязи» (2001—2011)